# جانجاکومو مانیانی
جانجاکومو مانیانی (انگلیسی: Giangiacomo Magnani؛ زادهٔ ۴ اکتبر ۱۹۹۵) بازیکن فوتبال اهل ایتالیا است.
از باشگاه‌هایی که در آن بازی کرده‌است می‌توان به باشگاه فوتبال پادوا، باشگاه فوتبال پروجا، باشگاه فوتبال یوونتوس، و باشگاه فوتبال ساسولو اشاره کرد.